# 아일랜드 공화사회주의 운동
아일랜드 공화사회주의 운동(영어: Irish Republican Socialist Movement)은 다음을 가르키는 포괄적인 용어이다.
- 아일랜드 공화사회당
- 아일랜드 국민해방군
- 공화사회주의 청년운동
- 아일랜드 공화사회주의 운동 북아메리카 위원회